# Éva Pócs
Éva Pócs (Budapest, 17 de junio de 1936) es una etnógrafa y folclorista húngara.

## Trayectoria
Es la hermana menor del botánico Tamás Pócs (nacido en 1936). Comenzó su carrera en el Museo Etnográfico de Budapest, donde realizó prácticas entre 1959 y 1960. En 1960, tras obtener su primer título en Folklore húngaro, Museología y Enseñanza Secundaria en la Universidad Eötvös Loránd (ELTE), se unió al personal curatorial del Museo Damjanich János en Szolnok. Entre 1965 y 1968 Pócs trabajó como investigadora graduada en el Departamento de Folclore de ELTE.
Después de sus estudios en ELTE, Pócs se unió a la Academia Húngara de Ciencias (MTA Néprajzi Kutatóintézete), donde fue becaria entre 1968 y 1989, y luego como jefa de departamento del Instituto de Etnografía desde 1990 hasta que se jubiló parcialmente en 2001. Terminó su doctorado en Etnología (Folclore) en 1982. Durante su estancia en el museo MTA Néprajzi Kutatóintézete, Pócs también dio conferencias en la Universidad de Szeged entre 1991 y 1999. Tras su jubilación parcial en 2001, continuó trabajando como investigadora senior en el museo. Entre 1999 y 2007 fue profesora de Antropología Cultural en la Universidad Janus Pannonius (PTE) en Pécs, Hungría, y desde 2008 es profesora emérita.
Pócs ha impartido conferencias en muchas universidades europeas, incluidas Berlín, Estocolmo, Lund, Londres, York, Edimburgo y Helsinki.
Es autora de varios libros que tratan sobre creencias sobrenaturales y patrones de comunicación en la Europa moderna temprana.

## Reconocimientos
Pócs ha recibido numerosos premios y becas a lo largo de su carrera.
- 1972: Premio Jankó János (Sociedad Etnográfica Húngara)
- 1995: Premio y medalla Pro Scientia
- 1995: Medalla István Györffy (Sociedad Etnográfica Húngara)
- 1998: Premio "Año de la creación intelectual excepcional" (Universidad de Pécs)
- 2000: Premio Jenő Szűcs (Fundación Soros)
- 2002: Medalla Gyula Ortutay (Sociedad Etnográfica Húngara)
- 2003: Premio "Año de la creación intelectual excepcional" (Universidad de Pécs)
- 2004: Premio Herder [3]
- 2009: Miembro honorario de la Sociedad Internacional para la Investigación de Narrativas Populares (ISFNR)

Pócs fue presidenta de la Sección de Folklore de la Sociedad Etnográfica Húngara (cargo que actualmente ocupa Dániel Bárth).

## Obra
Sus publicaciones en inglés incluyen:
- Hadas y brujas en la frontera entre el sudeste y el centro de Europa (1989)
- Entre los vivos y los muertos: una perspectiva sobre las brujas y los videntes en la Edad Moderna (1999)
- Comunicarse con los espíritus (2005). Coautora.
- Brujería, mitologías y persecución, con Gabor Klaniczay. Editora
- Demonología cristiana y mitología popular: Demonios, espíritus, brujas, con Gabor Klaniczay. Editora

Hadas y brujas fue considerada una "monografía importante" sobre el tema del vínculo entre el folclore sobre hadas y la creencia en las brujas según la autora H. R. Ellis Davidson. Su importancia radica en que cubre el folclore en regiones como Hungría y el suroeste de Europa, cuyo idioma "normalmente no es accesible en Europa" para muchos lectores.